# Ivăncești, Vrancea
Ivăncești este un sat în comuna Bolotești din județul Vrancea, Moldova, România.